# Ketangirejo
Ketangirejo is een bestuurslaag in het regentschap Grobogan van de provincie Midden-Java, Indonesië. Ketangirejo telt 3918 inwoners (volkstelling 2010).